# Sóc linh dương Espíritu Santo
Sóc linh dương Espíritu Santo, tên khoa học Ammospermophilus insularis, là một loài động vật có vú trong họ Sóc, bộ Gặm nhấm. Loài này được Nelson & Goldman mô tả năm 1909.

## Hình ảnh

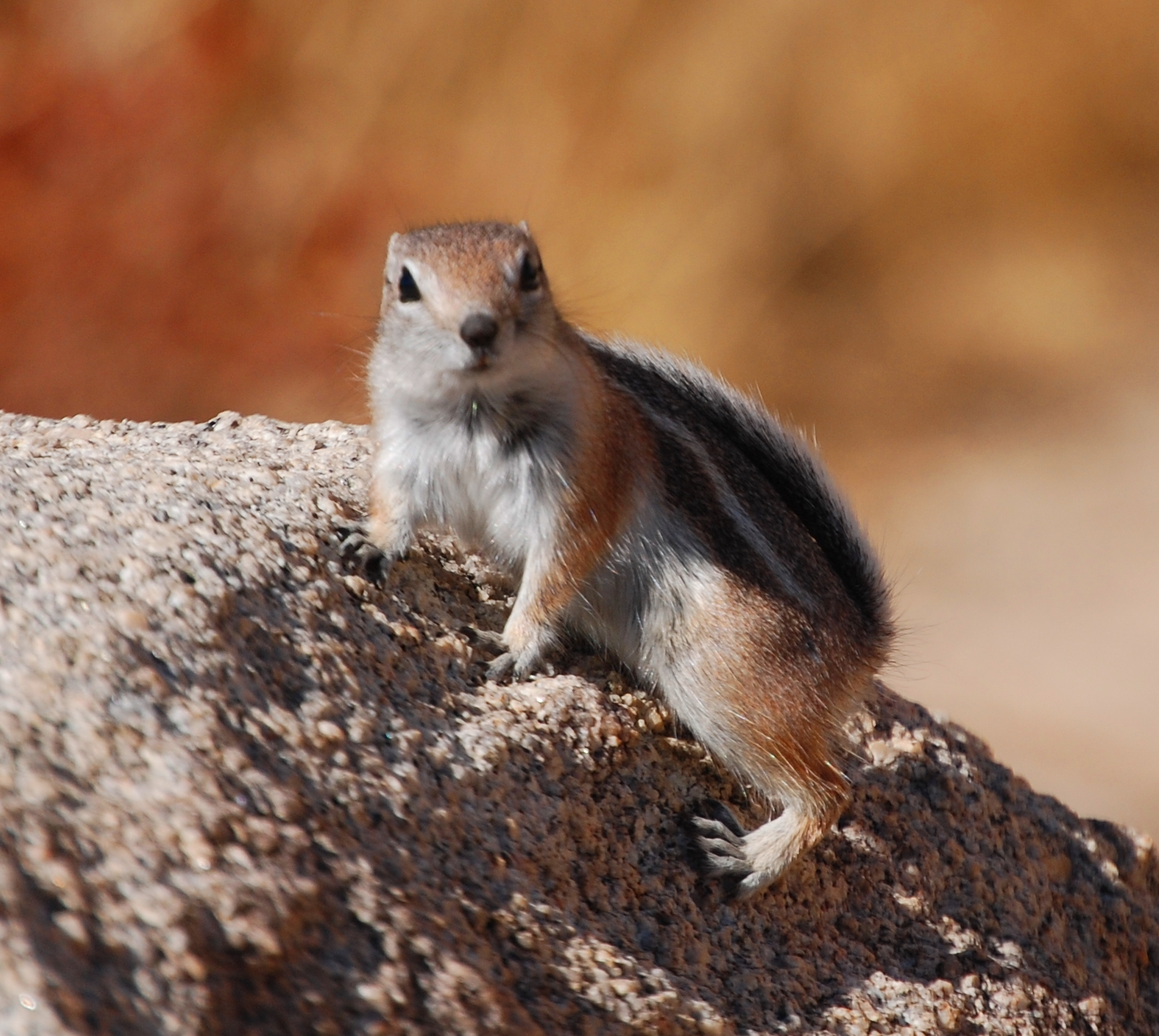
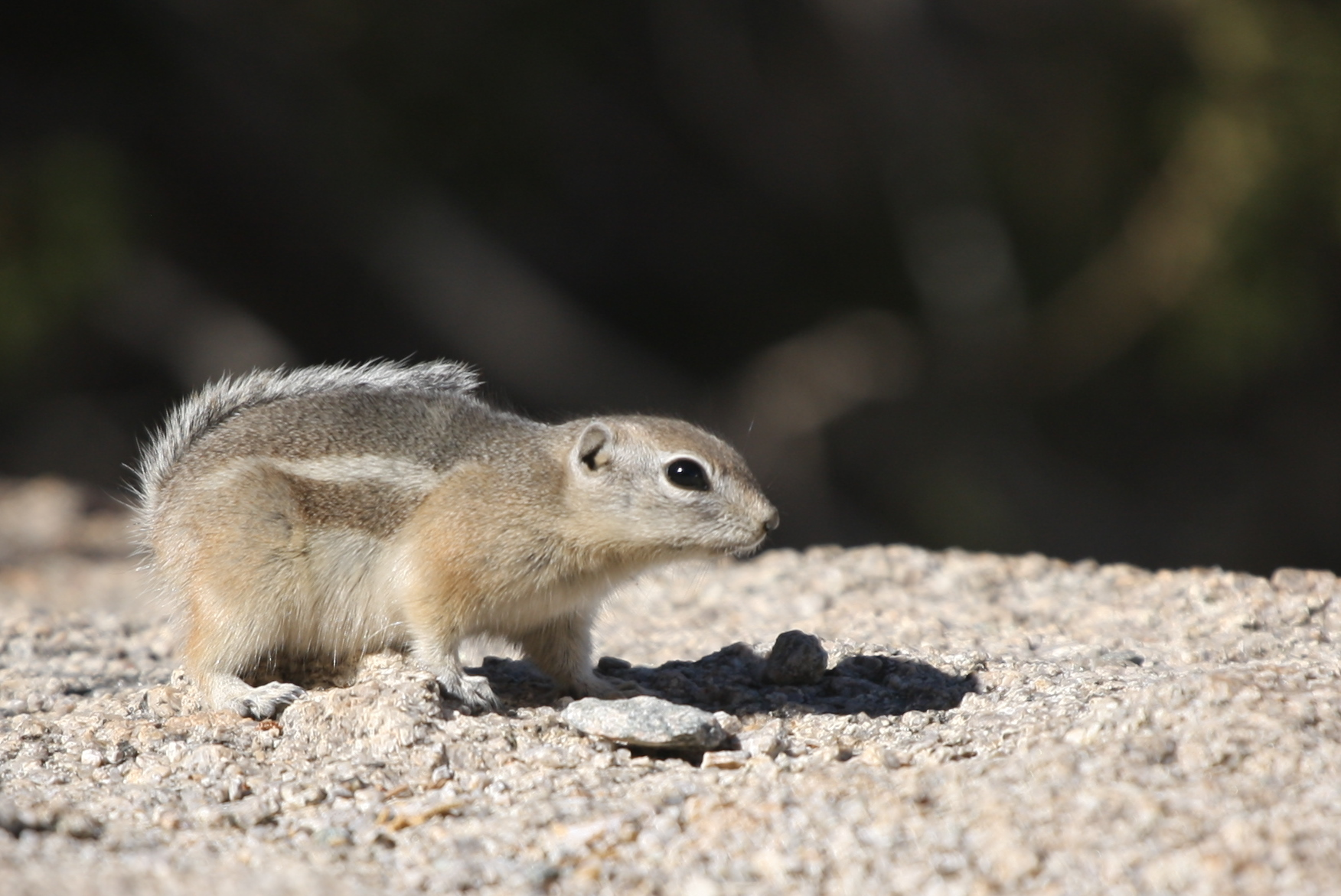
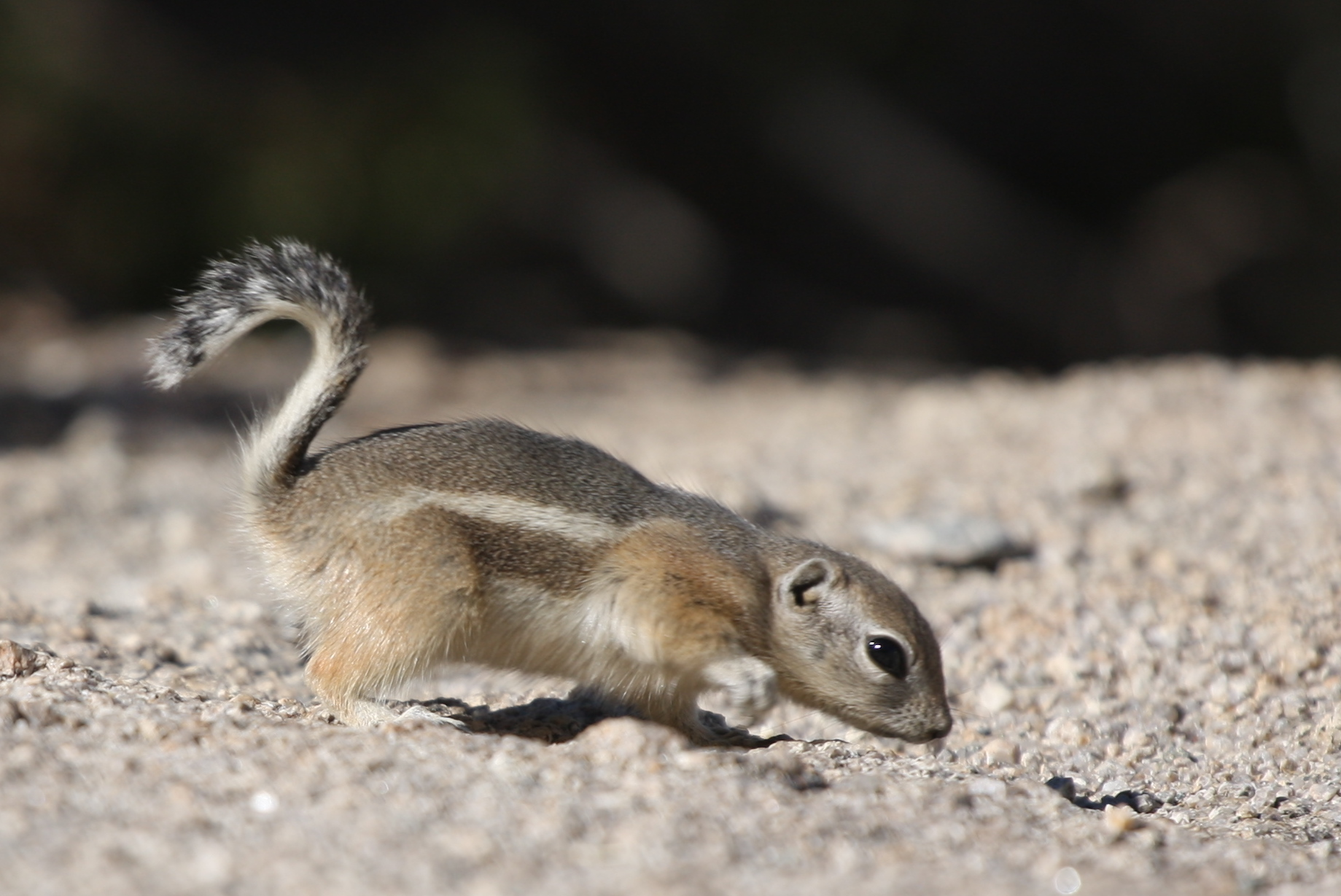
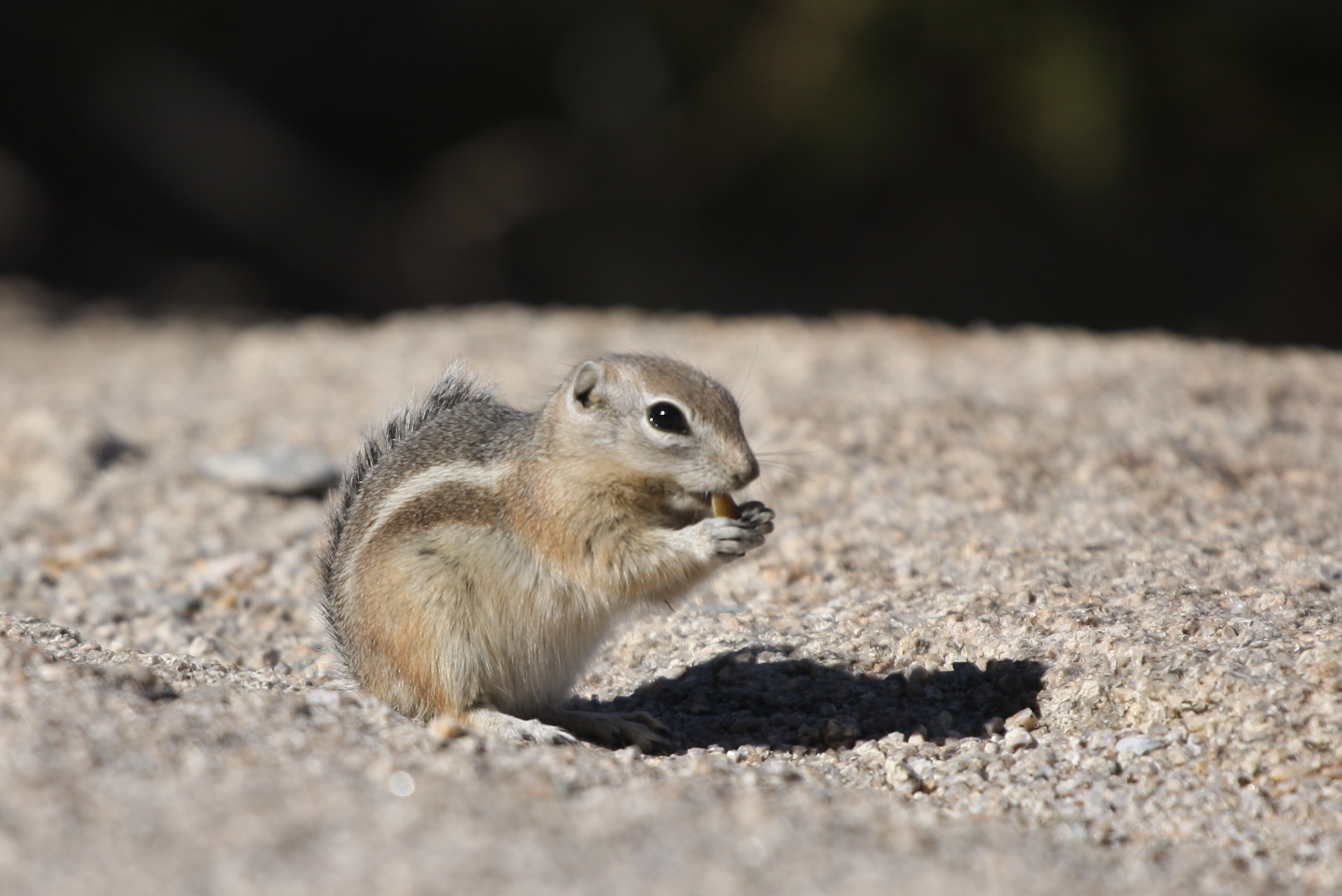